# National Basketball Association 2021-2022
La stagione della National Basketball Association 2021-2022 è stata la 76ª edizione del campionato NBA. La regular season si è tornata a disputare sulle classiche 82 partite, da metà ottobre a metà aprile, per la prima volta dalla stagione 2018-2019, dopo che le due edizioni precedenti sono state accorciate a causa della pandemia di COVID-19. La regular season è iniziata il 19 ottobre 2021. L'All-Star Game si è svolto alla Rocket Mortgage FieldHouse di Cleveland il 20 febbraio 2022. 
La vittoria è andata ai Golden State Warriors, al loro settimo titolo, che nella serie finale hanno sconfitto i Boston Celtics.

## Promozione per il 75º anniversario
Il 7 luglio 2021 la NBA ha annunciato che celebrerà il 75º anniversario durante la stagione 2021-2022. Un logo a forma di diamante verrà utilizzato su tutte le proprietà della NBA, incluso merchandising, social media e nelle arene. La NBA ha annunciato che pubblicherà una lista dei migliori 75 giocatori di sempre della lega, che verranno selezionati da giornalisti, ex giocatori, giocatori attuali, allenatori e general manager.

## Trasferimenti

### Ritiri
- Il 6 luglio 2021 Ian Mahinmi ha annunciato il suo ritiro dall'NBA. Mahinmi ha giocato per 12 stagioni nella NBA, vincendo anche un campionato con i Dallas Mavericks nel 2011.[5]
- Il 18 luglio 2021 Omri Casspi ha annunciato il suo ritiro dall'NBA. Casspi ha giocato per sette squadre durante la sua carriera in NBA, durata 10 anni.[6]
- Il 21 luglio 2021 Amile Jefferson ha annunciato il suo ritiro dall'NBA. Jefferson ha giocato per due stagioni con gli Orlando Magic.[7]
- Il 7 agosto 2021 Jarrett Jack ha annunciato il suo ritiro dall'NBA. Jack ha giocato per nove squadre durante la sua carriera, durata 13 anni.[8]
- Il 12 agosto 2021 Kyle Korver ha annunciato il suo ritiro dall'NBA. Korver ha giocato in sei squadre durante la sua carriera, durata 17 anni.[9]
- Il 24 agosto 2021 Jared Dudley ha annunciato il suo ritiro dall'NBA. Dudley ha giocato per sette squadre durante la sua carriera, durata 14 anni, durante la quale ha vinto un campionato con i Lakers nel 2020.[10]
- Il 21 settembre 2021 J.J. Redick ha annunciato il suo ritiro dall'NBA. Redick ha giocato per sei squadre durante la sua carriera, durata 15 anni.[11]
- Il 5 ottobre 2021 Pau Gasol ha annunciato il suo ritiro dall'NBA. Gasol ha giocato per 5 squadre durante la sua carriera, durata 18 anni, durante la quale ha vinto due campionati con i Lakers nel 2009 e nel 2010.[12]
- Il 22 ottobre 2021 Gerald Green ha annunciato il suo ritiro dall'NBA ed è entrato a far parte del coaching staff degli Houston Rockets con il ruolo di player development coach. Green ha giocato per 8 squadre durante la sua carriera, durata 15 anni.[13]

### Free agency
La free agency è iniziata il 2 agosto 2021. I trasferimenti più importanti sono stati quelli di Kyle Lowry, che ha firmato con i Miami Heat un contratto a lungo termine. Lonzo Ball ha firmato un contratto da 85 milioni di dollari in quattro anni con i Chicago Bulls, seguito da DeMar DeRozan. I Los Angeles Clippers hanno esteso il contratto a Kawhi Leonard, e i Phoenix Suns a Chris Paul.

### Cambi di allenatore
| Squadra                          | Stagione 2020-21                 | Stagione 2021-2022               |
| Prima dell'inizio della stagione | Prima dell'inizio della stagione | Prima dell'inizio della stagione |
| -------------------------------- | -------------------------------- | -------------------------------- |
| Atlanta Hawks                    | Nate McMillan (interim)          | Nate McMillan                    |
| Boston Celtics                   | Brad Stevens                     | Ime Udoka                        |
| Dallas Mavericks                 | Rick Carlisle                    | Jason Kidd                       |
| Indiana Pacers                   | Nate Bjorkgren                   | Rick Carlisle                    |
| New Orleans Pelicans             | Stan Van Gundy                   | Willie Green                     |
| Orlando Magic                    | Steve Clifford                   | Jamahl Mosley                    |
| Portland Trail Blazers           | Terry Stotts                     | Chauncey Billups                 |
| Washington Wizards               | Scott Brooks                     | Wes Unseld Jr.                   |

## Preseason
La preseason è iniziata il 3 ottobre 2021, e finita il 15 ottobre. Il 5 ottobre una gara tra i Milwaukee Bucks e i Memphis Grizzlies venne annullata a causa di un allarme antincendio.

## Regular season
La regular season è iniziata il 19 ottobre 2021 ed è terminata il 10 aprile 2022, ritornando al calendario classico dopo due stagioni.

### Classifica
Eastern Conference
| Atlantic Division      | V  | S  | V%   | PR   | Casa  | Trasf | Div  | PG |
| ---------------------- | -- | -- | ---- | ---- | ----- | ----- | ---- | -- |
| y – Boston Celtics     | 51 | 31 | .622 | 2,0  | 28–13 | 23–18 | 9–7  | 82 |
| x – Philadelphia 76ers | 51 | 31 | .622 | 2,0  | 24–17 | 27–14 | 6–10 | 82 |
| x – Toronto Raptors    | 48 | 34 | .585 | 5,0  | 24–17 | 24–17 | 10–6 | 82 |
| x – Brooklyn Nets      | 44 | 38 | .537 | 9,0  | 20–21 | 24–17 | 10–6 | 82 |
| N.Y. Knicks            | 37 | 45 | .451 | 16,0 | 17–24 | 20–21 | 5–11 | 82 |

| Central Division         | V  | S  | V%   | PR   | Casa  | Trasf | Div  | PG |
| ------------------------ | -- | -- | ---- | ---- | ----- | ----- | ---- | -- |
| y – Milwaukee Bucks      | 51 | 31 | .622 | 2,0  | 27–14 | 24–17 | 12–4 | 82 |
| x – Chicago Bulls        | 46 | 36 | .561 | 7,0  | 27–14 | 19–22 | 10–6 | 82 |
| pi – Cleveland Cavaliers | 44 | 38 | .537 | 9,0  | 25–16 | 19–22 | 10–6 | 82 |
| Indiana Pacers           | 25 | 57 | .305 | 28,0 | 16–25 | 9–32  | 2–14 | 82 |
| Detroit Pistons          | 23 | 59 | .280 | 30,0 | 13–28 | 10–31 | 6–10 | 82 |

| Southeast Division     | V  | S  | V%   | PR   | Casa  | Trasf | Div  | PG |
| ---------------------- | -- | -- | ---- | ---- | ----- | ----- | ---- | -- |
| c – Miami Heat         | 53 | 29 | .646 | 0,0  | 29–12 | 24–17 | 13–3 | 82 |
| x – Atlanta Hawks      | 43 | 39 | .524 | 10,0 | 27–14 | 16–25 | 9–7  | 82 |
| pi – Charlotte Hornets | 43 | 39 | .524 | 10,0 | 22–19 | 21–20 | 8–8  | 82 |
| Wash. Wizards          | 35 | 47 | .427 | 18,0 | 21–20 | 14–27 | 7–9  | 82 |
| Orlando Magic          | 22 | 60 | .268 | 31,0 | 12–29 | 10–31 | 3–13 | 82 |

Western Conference
| Northwest Division     | V  | S  | V%   | PR   | Casa  | Trasf | Div  | PG |
| ---------------------- | -- | -- | ---- | ---- | ----- | ----- | ---- | -- |
| y – Utah Jazz          | 49 | 33 | .598 | 15,0 | 29–12 | 20–21 | 15–1 | 82 |
| x – Denver Nuggets     | 48 | 34 | .585 | 16,0 | 23–18 | 25–16 | 6–10 | 82 |
| x – Minnesota T'wolves | 46 | 36 | .561 | 18,0 | 26–15 | 20–21 | 12–4 | 82 |
| Portland T. Blazers    | 27 | 55 | .329 | 37,0 | 17–24 | 10–31 | 1–15 | 82 |
| Oklahoma Thunder       | 24 | 58 | .293 | 40,0 | 12–29 | 12–29 | 6–10 | 82 |

| Pacific Division   | V  | S  | V%   | PR   | Casa  | Trasf | Div  | PG |
| ------------------ | -- | -- | ---- | ---- | ----- | ----- | ---- | -- |
| z – Phoenix Suns   | 64 | 18 | .780 | 0,0  | 32–9  | 32–9  | 10–6 | 82 |
| x – G.S. Warriors  | 53 | 29 | .646 | 11,0 | 31–10 | 22–19 | 12–4 | 82 |
| pi – L.A. Clippers | 42 | 40 | .512 | 22,0 | 25–16 | 17–24 | 9–7  | 82 |
| L.A. Lakers        | 33 | 49 | .402 | 31,0 | 21–20 | 12–29 | 3–13 | 82 |
| Sacramento Kings   | 30 | 52 | .366 | 34,0 | 16–25 | 14–27 | 6–10 | 82 |

| Southwest Division     | V  | S  | V%   | PR   | Casa  | Trasf | Div  | PG |
| ---------------------- | -- | -- | ---- | ---- | ----- | ----- | ---- | -- |
| y – Memphis Grizzlies  | 56 | 26 | .683 | 8,0  | 30–11 | 26–15 | 11–5 | 82 |
| x – Dallas Mavericks   | 52 | 30 | .634 | 12,0 | 29–12 | 23–18 | 14–2 | 82 |
| x – N.O. Pelicans      | 36 | 46 | .439 | 28,0 | 19–22 | 17–24 | 6–10 | 82 |
| pi – San Antonio Spurs | 34 | 48 | .415 | 30,0 | 16–25 | 18–23 | 6–10 | 82 |
| Houston Rockets        | 20 | 62 | .244 | 44,0 | 11–30 | 9–32  | 3–13 | 82 |

#### Per conference
| Eastern Conference | Eastern Conference       | Eastern Conference | Eastern Conference | Eastern Conference | Eastern Conference | Eastern Conference |
| #                  | Squadra                  | V                  | S                  | V%                 | PR                 | PG                 |
| ------------------ | ------------------------ | ------------------ | ------------------ | ------------------ | ------------------ | ------------------ |
| 1                  | c – Miami Heat *         | 53                 | 29                 | .646               | –                  | 82                 |
| 2                  | y – Boston Celtics *     | 51                 | 31                 | .622               | 2,0                | 82                 |
| 3                  | y – Milwaukee Bucks *    | 51                 | 31                 | .622               | 2,0                | 82                 |
| 4                  | x – Philadelphia 76ers   | 51                 | 31                 | .622               | 2,0                | 82                 |
| 5                  | x – Toronto Raptors      | 48                 | 34                 | .585               | 5,0                | 82                 |
| 6                  | x – Chicago Bulls        | 46                 | 36                 | .561               | 7,0                | 82                 |
|                    |                          |                    |                    |                    |                    |                    |
| 7                  | x – Brooklyn Nets        | 44                 | 38                 | .537               | 9,0                | 82                 |
| 8                  | pi – Cleveland Cavaliers | 44                 | 38                 | .537               | 9,0                | 82                 |
| 9                  | x – Atlanta Hawks        | 43                 | 39                 | .524               | 10,0               | 82                 |
| 10                 | pi – Charlotte Hornets   | 43                 | 39                 | .524               | 10,0               | 82                 |
|                    |                          |                    |                    |                    |                    |                    |
| 11                 | N.Y. Knicks              | 37                 | 45                 | .451               | 16,0               | 82                 |
| 12                 | Wash. Wizards            | 35                 | 47                 | .427               | 18,0               | 82                 |
| 13                 | Indiana Pacers           | 25                 | 57                 | .305               | 28,0               | 82                 |
| 14                 | Detroit Pistons          | 23                 | 59                 | .280               | 30,0               | 82                 |
| 15                 | Orlando Magic            | 22                 | 60                 | .268               | 31,0               | 82                 |

| Western Conference | Western Conference      | Western Conference | Western Conference | Western Conference | Western Conference | Western Conference |
| #                  | Squadra                 | V                  | S                  | V%                 | PR                 | PG                 |
| ------------------ | ----------------------- | ------------------ | ------------------ | ------------------ | ------------------ | ------------------ |
| 1                  | z – Phoenix Suns *      | 64                 | 18                 | .780               | –                  | 82                 |
| 2                  | y – Memphis Grizzlies * | 56                 | 26                 | .683               | 8,0                | 82                 |
| 3                  | x – G.S. Warriors       | 53                 | 29                 | .646               | 11,0               | 82                 |
| 4                  | x – Dallas Mavericks    | 52                 | 30                 | .634               | 12,0               | 82                 |
| 5                  | y – Utah Jazz *         | 49                 | 33                 | .598               | 15,0               | 82                 |
| 6                  | x – Denver Nuggets      | 48                 | 34                 | .585               | 16,0               | 82                 |
|                    |                         |                    |                    |                    |                    |                    |
| 7                  | x – Minnesota T'wolves  | 46                 | 36                 | .561               | 18,0               | 82                 |
| 8                  | pi – L.A. Clippers      | 42                 | 40                 | .512               | 22,0               | 82                 |
| 9                  | x – N.O. Pelicans       | 36                 | 46                 | .439               | 28,0               | 82                 |
| 10                 | pi – San Antonio Spurs  | 34                 | 48                 | .415               | 30,0               | 82                 |
|                    |                         |                    |                    |                    |                    |                    |
| 11                 | L.A. Lakers             | 33                 | 49                 | .402               | 31,0               | 82                 |
| 12                 | Sacramento Kings        | 30                 | 52                 | .366               | 34,0               | 82                 |
| 13                 | Portland T. Blazers     | 27                 | 55                 | .329               | 37,0               | 82                 |
| 14                 | Oklahoma Thunder        | 24                 | 58                 | .293               | 40,0               | 82                 |
| 15                 | Houston Rockets         | 20                 | 62                 | .244               | 44,0               | 82                 |

## Play-in
La NBA organizza un torneo play-in tra le settime e le decime classificate di ogni conference dal 12 al 15 aprile 2022. La settima incontrerà l'ottava, con la vincitrice che verrà posizionata al settimo posto. La nona classificata affronterà la decima, con la perdente che verrà eliminata dai playoff. La perdente della sfida settima-ottava e la vincitrice tra la sfida nona-decima si incontreranno, con la vincitrice che verrà posizionata all'ottavo posto e la perdente eliminata.

### Eastern Conference Play-in
|  |         |                     |               |                     |                     |         |         |         |
|  | Play-In | Play-In             | Play-In       |                     |                     | #8 Seed | #8 Seed | #8 Seed |
|  | Play-In | Play-In             | Play-In       |                     |                     | #8 Seed | #8 Seed | #8 Seed |
|  |         |                     |               |                     |                     |         |         |         |
|  |         |                     |               |                     |                     |         |         |         |
|  | 7       | Brooklyn Nets       | 115           |                     |                     |         |         |         |
|  | 7       | Brooklyn Nets       | 115           |                     |                     |         |         |         |
|  | 8       | Cleveland Cavaliers | 108           |                     |                     |         |         |         |
|  | 8       | Cleveland Cavaliers | 108           |                     |                     |         |         |         |
|  |         |                     |               | Cleveland Cavaliers | Cleveland Cavaliers | 101     |         |         |
|  |         |                     |               | Cleveland Cavaliers | Cleveland Cavaliers | 101     |         |         |
|  |         |                     | Atlanta Hawks | Atlanta Hawks       | 107                 |         |         |         |
|  |         |                     |               | Atlanta Hawks       | 107                 |         |         |         |
|  | 9       | Atlanta Hawks       | 132           |                     |                     |         |         |         |
|  | 9       | Atlanta Hawks       | 132           |                     |                     |         |         |         |
|  | 10      | Charlotte Hornets   | 108           |                     |                     |         |         |         |
|  | 10      | Charlotte Hornets   | 108           |                     |                     |         |         |         |

Brooklyn Nets (con il seed numero 7) e Atlanta Hawks (con il seed numero 8) qualificate ai playoff.

### Western Conference Play-in
|  |         |                    |               |               |               |         |         |         |
|  | Play-In | Play-In            | Play-In       |               |               | #8 Seed | #8 Seed | #8 Seed |
|  | Play-In | Play-In            | Play-In       |               |               | #8 Seed | #8 Seed | #8 Seed |
|  |         |                    |               |               |               |         |         |         |
|  |         |                    |               |               |               |         |         |         |
|  | 7       | Minnesota T'wolves | 109           |               |               |         |         |         |
|  | 7       | Minnesota T'wolves | 109           |               |               |         |         |         |
|  | 8       | L.A. Clippers      | 104           |               |               |         |         |         |
|  | 8       | L.A. Clippers      | 104           |               |               |         |         |         |
|  |         |                    |               | L.A. Clippers | L.A. Clippers | 101     |         |         |
|  |         |                    |               | L.A. Clippers | L.A. Clippers | 101     |         |         |
|  |         |                    | N.O. Pelicans | N.O. Pelicans | 105           |         |         |         |
|  |         |                    |               | N.O. Pelicans | 105           |         |         |         |
|  | 9       | N.O. Pelicans      | 113           |               |               |         |         |         |
|  | 9       | N.O. Pelicans      | 113           |               |               |         |         |         |
|  | 10      | San Antonio Spurs  | 103           |               |               |         |         |         |
|  | 10      | San Antonio Spurs  | 103           |               |               |         |         |         |

Minnesota T'wolves (con il seed numero 7) e N.O. Pelicans (con il seed numero 8) qualificate ai playoff.

## Play-off
I playoff sono iniziati il 16 aprile 2022. Le Finals sono iniziate il 2 giugno e si sono concluse il 16 giugno.

### Tabellone
|  | Primo Turno | Primo Turno         | Primo Turno         |                    |                    | Semifinali di Conference | Semifinali di Conference | Semifinali di Conference |  |   | Finali di Conference | Finali di Conference | Finali di Conference |  |    | Finali NBA    | Finali NBA | Finali NBA |
|  |             |                     |                     |                    |                    |                          |                          |                          |  |   |                      |                      |                      |  |    |               |            |            |
|  | 1           | Phoenix Suns *      | 4                   |                    |                    |                          |                          |                          |  |   |                      |                      |                      |  |    |               |            |            |
|  | 8           | N.O. Pelicans       | 2                   |                    |                    |                          |                          |                          |  |   |                      |                      |                      |  |    |               |            |            |
|  | 8           | N.O. Pelicans       | 2                   |                    | 1                  | Phoenix Suns *           | 3                        |                          |  |   |                      |                      |                      |  |    |               |            |            |
|  |             |                     |                     |                    | 1                  | Phoenix Suns *           | 3                        |                          |  |   |                      |                      |                      |  |    |               |            |            |
|  |             | 4                   | Dallas Mavericks    | 4                  |                    |                          |                          |                          |  |   |                      |                      |                      |  |    |               |            |            |
|  | 4           | 4                   | Dallas Mavericks    | 4                  | Dallas Mavericks   | 4                        |                          |                          |  |   |                      |                      |                      |  |    |               |            |            |
|  | 4           |                     |                     |                    | Dallas Mavericks   | 4                        |                          |                          |  |   |                      |                      |                      |  |    |               |            |            |
|  | 5           | Utah Jazz *         | 2                   |                    |                    |                          |                          |                          |  |   |                      |                      |                      |  |    |               |            |            |
|  | 5           | Utah Jazz *         | 2                   |                    |                    |                          |                          |                          |  | 4 | Dallas Mavericks     | 1                    |                      |  |    |               |            |            |
|  |             |                     |                     | Western Conference |                    |                          |                          |                          |  | 4 | Dallas Mavericks     | 1                    |                      |  |    |               |            |            |
|  |             | 3                   | G.S. Warriors       | 4                  |                    |                          |                          |                          |  |   |                      |                      |                      |  |    |               |            |            |
|  | 6           | 3                   | G.S. Warriors       | 4                  | Denver Nuggets     | 1                        |                          |                          |  |   |                      |                      |                      |  |    |               |            |            |
|  | 6           |                     |                     |                    | Denver Nuggets     | 1                        |                          |                          |  |   |                      |                      |                      |  |    |               |            |            |
|  | 3           | G.S. Warriors       | 4                   |                    |                    |                          |                          |                          |  |   |                      |                      |                      |  |    |               |            |            |
|  | 3           | G.S. Warriors       | 4                   |                    | 3                  | G.S. Warriors            | 4                        |                          |  |   |                      |                      |                      |  |    |               |            |            |
|  |             |                     |                     |                    | 3                  | G.S. Warriors            | 4                        |                          |  |   |                      |                      |                      |  |    |               |            |            |
|  |             | 2                   | Memphis Grizzlies * | 2                  |                    |                          |                          |                          |  |   |                      |                      |                      |  |    |               |            |            |
|  | 7           | 2                   | Memphis Grizzlies * | 2                  | Minnesota T'wolves | 2                        |                          |                          |  |   |                      |                      |                      |  |    |               |            |            |
|  | 7           |                     |                     |                    | Minnesota T'wolves | 2                        |                          |                          |  |   |                      |                      |                      |  |    |               |            |            |
|  | 2           | Memphis Grizzlies * | 4                   |                    |                    |                          |                          |                          |  |   |                      |                      |                      |  |    |               |            |            |
|  | 2           | Memphis Grizzlies * | 4                   |                    |                    |                          |                          |                          |  |   |                      |                      |                      |  | W3 | G.S. Warriors | 4          |            |
|  |             |                     |                     |                    |                    |                          |                          |                          |  |   |                      |                      |                      |  | W3 | G.S. Warriors | 4          |            |
|  |             | E2                  | Boston Celtics      | 2                  |                    |                          |                          |                          |  |   |                      |                      |                      |  |    |               |            |            |
|  | 1           | E2                  | Boston Celtics      | 2                  | Miami Heat *       | 4                        |                          |                          |  |   |                      |                      |                      |  |    |               |            |            |
|  | 1           |                     |                     |                    | Miami Heat *       | 4                        |                          |                          |  |   |                      |                      |                      |  |    |               |            |            |
|  | 8           | Atlanta Hawks       | 1                   |                    |                    |                          |                          |                          |  |   |                      |                      |                      |  |    |               |            |            |
|  | 8           | Atlanta Hawks       | 1                   |                    | 1                  | Miami Heat *             | 4                        |                          |  |   |                      |                      |                      |  |    |               |            |            |
|  |             |                     |                     |                    | 1                  | Miami Heat *             | 4                        |                          |  |   |                      |                      |                      |  |    |               |            |            |
|  |             | 4                   | Philadelphia 76ers  | 2                  |                    |                          |                          |                          |  |   |                      |                      |                      |  |    |               |            |            |
|  | 4           | 4                   | Philadelphia 76ers  | 2                  | Philadelphia 76ers | 4                        |                          |                          |  |   |                      |                      |                      |  |    |               |            |            |
|  | 4           |                     |                     |                    | Philadelphia 76ers | 4                        |                          |                          |  |   |                      |                      |                      |  |    |               |            |            |
|  | 5           | Toronto Raptors     | 2                   |                    |                    |                          |                          |                          |  |   |                      |                      |                      |  |    |               |            |            |
|  | 5           | Toronto Raptors     | 2                   |                    |                    |                          |                          |                          |  | 1 | Miami Heat *         | 3                    |                      |  |    |               |            |            |
|  |             |                     |                     | Eastern Conference |                    |                          |                          |                          |  | 1 | Miami Heat *         | 3                    |                      |  |    |               |            |            |
|  |             | 2                   | Boston Celtics *    | 4                  |                    |                          |                          |                          |  |   |                      |                      |                      |  |    |               |            |            |
|  | 6           | 2                   | Boston Celtics *    | 4                  | Chicago Bulls      | 1                        |                          |                          |  |   |                      |                      |                      |  |    |               |            |            |
|  | 6           |                     |                     |                    | Chicago Bulls      | 1                        |                          |                          |  |   |                      |                      |                      |  |    |               |            |            |
|  | 3           | Milwaukee Bucks *   | 4                   |                    |                    |                          |                          |                          |  |   |                      |                      |                      |  |    |               |            |            |
|  | 3           | Milwaukee Bucks *   | 4                   |                    | 3                  | Milwaukee Bucks *        | 3                        |                          |  |   |                      |                      |                      |  |    |               |            |            |
|  |             |                     |                     |                    | 3                  | Milwaukee Bucks *        | 3                        |                          |  |   |                      |                      |                      |  |    |               |            |            |
|  |             | 2                   | Boston Celtics *    | 4                  |                    |                          |                          |                          |  |   |                      |                      |                      |  |    |               |            |            |
|  | 7           | 2                   | Boston Celtics *    | 4                  | Brooklyn Nets      | 0                        |                          |                          |  |   |                      |                      |                      |  |    |               |            |            |
|  | 7           |                     |                     |                    | Brooklyn Nets      | 0                        |                          |                          |  |   |                      |                      |                      |  |    |               |            |            |
|  | 2           | Boston Celtics *    | 4                   |                    |                    |                          |                          |                          |  |   |                      |                      |                      |  |    |               |            |            |

Legenda
- * Vincitore Division
- "Grassetto" Vincitore serie
- "Corsivo" Squadra con fattore campo

## Finals
Nella serie al meglio delle sette, i Golden State Warriors, campioni della Western Conference hanno sconfitto i Boston Celtics, campioni della Eastern Conference in sei partite, vincendo così il quarto titolo in otto stagioni. Stephen Curry, playmaker dei Golden State Warriors, è stato scelto come MVP delle Finals per la prima volta nella sua carriera.
I Warriors si sono guadagnati il fattore campo grazie al miglior piazzamento in regular season. I Celtics hanno vinto gara-1 giocata fuori casa, tornando poi a Boston con la serie in parità per 1-1. Anche gara-3 è stata vinta sempre dai Celtics, da quel momento però i Warriors non hanno più perso, vincendo così la serie per 4-2. Golden State torna così alla vittoria dopo le Finals 2018, conquistando il settimo titolo della franchigia. Boston rimane comunque la squadra con più titoli vinti insieme ai Los Angeles Lakers.
Le NBA Finals sono tornate alla loro normale programmazione di giugno, per la prima volta dopo l'edizione del 2019, l'ultima prima della pandemia di COVID-19. La serie è iniziata il 2 giugno e si è conclusa il 16 giugno. Sponsorizzata dal servizio di streaming YouTube TV, le Finals sono state rinominate in 2022 NBA Finals presented by YouTube TV. Questa edizione delle Finals è stata il rematch dell'edizione del 1964, dove i Celtics hanno battuto gli allora San Francisco Warriors in cinque partite.

## Statistiche

### Statistiche individuali
| Categoria          | Giocatore         | Team               | Statistiche |
| ------------------ | ----------------- | ------------------ | ----------- |
| Punti              | Joel Embiid       | Philadelphia 76ers | 30.6        |
| Rimbalzi           | Rudy Gobert       | Utah Jazz          | 14.7        |
| Assist             | Chris Paul        | Phoenix Suns       | 10.8        |
| Palle rubate       | Dejounte Murray   | San Antonio Spurs  | 2.2         |
| Stoppate           | Jaren Jackson Jr. | Memphis Grizzlies  | 2.3         |
| Palle perse        | Luka Dončić       | Dallas Mavericks   | 4.5         |
| Falli              | Jae'Sean Tate     | Houston Rockets    | 3.7         |
| Minuti per partita | Fred VanVleet     | Toronto Raptors    | 37.9        |
| FG%                | Rudy Gobert       | Utah Jazz          | 71.3        |
| FT%                | Jordan Poole      | G.S. Warriors      | 92.5        |
| 3FG%               | Luke Kennard      | L.A. Clippers      | 44.9        |
| Efficienza         | Nikola Jokić      | Denver Nuggets     | 38.7        |
| Doppie-doppie      | Nikola Jokić      | Denver Nuggets     | 66          |
| Triple-doppie      | Nikola Jokić      | Denver Nuggets     | 19          |

### Record individuali per gara
| Categoria    | Giocatore          | Team                | Statistiche |
| ------------ | ------------------ | ------------------- | ----------- |
| Punti        | Karl-Anthony Towns | Minnesota T'wolves  | 60          |
| Punti        | Kyrie Irving       | Brooklyn Nets       | 60          |
| Rimbalzi     | Andre Drummond     | Philadelphia 76ers  | 25          |
| Rimbalzi     | Domantas Sabonis   | Indiana Pacers      | 25          |
| Assist       | Darius Garland     | Cleveland Cavaliers | 19          |
| Assist       | Chris Paul         | Phoenix Suns        | 19          |
| Palle rubate | Paul George        | L.A. Clippers       | 8           |
| Stoppate     | Daniel Gafford     | Wash. Wizards       | 8           |
| Stoppate     | Mitchell Robinson  | N.Y. Knicks         | 8           |
| Tiri da tre  | Malik Beasley      | Minnesota T'wolves  | 11          |
| Tiri da tre  | Bojan Bogdanović   | Utah Jazz           | 11          |
| Tiri da tre  | Robert Covington   | L.A. Clippers       | 11          |

### Statistiche per squadra
| Categoria             | Team               | Statistiche |
| --------------------- | ------------------ | ----------- |
| Punti per gara        | Minnesota T'wolves | 115.9       |
| Rimbalzi per gara     | Memphis Grizzlies  | 49.2        |
| Assist per gara       | San Antonio Spurs  | 28.1        |
| Palle rubate per gara | Memphis Grizzlies  | 9.8         |
| Stoppate per gara     | Memphis Grizzlies  | 6.5         |
| Palle perse per gara  | Houston Rockets    | 16.5        |
| FG%                   | Phoenix Suns       | 48.5        |
| FT%                   | Philadelphia 76ers | 82.1        |
| 3FG%                  | Miami Heat         | 37.9        |
| +/−                   | Phoenix Suns       | +7.8        |

## Premi

### Premi dell'anno
| Premio                                   | Giocatore      | Team              |
| ---------------------------------------- | -------------- | ----------------- |
| NBA Most Valuable Player Award           | Nikola Jokić   | Denver Nuggets    |
| NBA Defensive Player of the Year Award   | Marcus Smart   | Boston Celtics    |
| NBA Rookie of the Year Award             | Scottie Barnes | Toronto Raptors   |
| NBA Sixth Man of the Year Award          | Tyler Herro    | Miami Heat        |
| NBA Most Improved Player Award           | Ja Morant      | Memphis Grizzlies |
| NBA Coach of the Year Award              | Monty Williams | Phoenix Suns      |
| NBA Executive of the Year Award          | Zach Kleiman   | Memphis Grizzlies |
| NBA Sportsmanship Award                  | Patty Mills    | Brooklyn Nets     |
| Twyman-Stokes Teammate of the Year Award | Jrue Holiday   | Milwaukee Bucks   |
| NBA Eastern Conference Finals MVP        | Jayson Tatum   | Boston Celtics    |
| NBA Western Conference Finals MVP        | Stephen Curry  | G.S. Warriors     |
| NBA Finals MVP                           | Stephen Curry  | G.S. Warriors     |
| All-Star Game MVP                        | Stephen Curry  | G.S. Warriors     |

### Players of the week
| Settimana                | Eastern Conference                            | Western Conference                                    | Note   |
| ------------------------ | --------------------------------------------- | ----------------------------------------------------- | ------ |
| 19-24 ottobre            | Miles Bridges (Charlotte Hornets) (1/1)       | Stephen Curry (Golden State Warriors) (1/2)           | [ 21 ] |
| 25-31 ottobre            | Jimmy Butler (Miami Heat) (1/1)               | Rudy Gobert (Utah Jazz) (1/1)                         | [ 22 ] |
| 1-7 novembre             | Jarrett Allen (Cleveland Cavaliers) (1/1)     | Paul George (Los Angeles Clippers) (1/1)              | [ 23 ] |
| 8-14 novembre            | Kevin Durant (Brooklyn Nets) (1/2)            | Stephen Curry (Golden State Warriors) (2/2)           | [ 24 ] |
| 15-21 novembre           | Giannīs Antetokounmpo (Milwaukee Bucks) (1/1) | Damian Lillard (Portland Trail Blazers) (1/1)         | [ 25 ] |
| 22-28 novembre           | Trae Young (Atlanta Hawks) (1/3)              | Devin Booker (Phoenix Suns) (1/3)                     | [ 26 ] |
| 29 novembre - 5 dicembre | DeMar DeRozan (Chicago Bulls) (1/3)           | Donovan Mitchell (Utah Jazz) (1/1)                    | [ 27 ] |
| 6-12 dicembre            | Domantas Sabonis (Indiana Pacers) (1/1)       | LeBron James (Los Angeles Lakers) (1/1)               | [ 28 ] |
| 13-19 dicembre           | Jayson Tatum (Boston Celtics) (1/4)           | Karl-Anthony Towns (Minnesota Timberwolves) (1/3)     | [ 29 ] |
| 20-26 dicembre           | Kemba Walker (New York Knicks) (1/1)          | Shai Gilgeous-Alexander (Oklahoma City Thunder) (1/1) | [ 30 ] |
| 27 dicembre - 2 gennaio  | DeMar DeRozan (Chicago Bulls) (2/3)           | Ja Morant (Memphis Grizzlies) (1/2)                   | [ 31 ] |
| 3-9 gennaio              | Fred VanVleet (Toronto Raptors) (1/1)         | Ja Morant (Memphis Grizzlies) (2/2)                   | [ 32 ] |
| 10-16 gennaio            | Darius Garland (Cleveland Cavaliers) (1/1)    | Devin Booker (Phoenix Suns) (2/3)                     | [ 33 ] |
| 17-23 gennaio            | Trae Young (Atlanta Hawks) (2/3)              | Nikola Jokić (Denver Nuggets) (1/2)                   | [ 34 ] |
| 24-30 gennaio            | Joel Embiid (Philadelphia 76ers) (1/2)        | Chris Paul (Phoenix Suns) (1/1)                       | [ 35 ] |
| 31 gennaio-6 febbraio    | Pascal Siakam (Toronto Raptors) (1/1)         | Brandon Ingram (New Orleans Pelicans) (1/1)           | [ 36 ] |
| 7-13 febbraio            | DeMar DeRozan (Chicago Bulls) (3/3)           | Luka Dončić (Dallas Mavericks) (1/3)                  | [ 37 ] |
| 28 febbraio - 6 marzo    | Jayson Tatum (Boston Celtics) (2/4)           | Karl-Anthony Towns (Minnesota Timberwolves) (2/3)     | [ 38 ] |
| 7-13 marzo               | Kevin Durant (Brooklyn Nets) (2/2)            | Luka Dončić (Dallas Mavericks) (2/3)                  | [ 39 ] |
| 14-20 marzo              | Jayson Tatum (Boston Celtics) (3/4)           | Karl-Anthony Towns (Minnesota Timberwolves) (3/3)     | [ 40 ] |
| 21-27 marzo              | Jayson Tatum (Boston Celtics) (4/4)           | Devin Booker (Phoenix Suns) (3/3)                     | [ 41 ] |
| 28 marzo - 3 aprile      | Trae Young (Atlanta Hawks) (3/3)              | Nikola Jokić (Denver Nuggets) (2/2)                   | [ 42 ] |
| 4-10 aprile              | Joel Embiid (Philadelphia 76ers) (2/2)        | Luka Dončić (Dallas Mavericks) (3/3)                  | [ 43 ] |

### Players of the month
| Settimana        | Eastern Conference                            | Western Conference                          | Note   |
| ---------------- | --------------------------------------------- | ------------------------------------------- | ------ |
| Ottobre/Novembre | Kevin Durant (Brooklyn Nets) (1/1)            | Stephen Curry (Golden State Warriors) (1/1) | [ 44 ] |
| Dicembre         | Joel Embiid (Philadelphia 76ers) (1/2)        | Donovan Mitchell (Utah Jazz) (1/1)          | [ 45 ] |
| Gennaio          | Joel Embiid (Philadelphia 76ers) (2/2)        | Nikola Jokić (Denver Nuggets) (1/2)         | [ 46 ] |
| Febbraio         | DeMar DeRozan (Chicago Bulls) (1/1)           | Luka Dončić (Dallas Mavericks) (1/1)        | [ 47 ] |
| Marzo/Aprile     | Giannīs Antetokounmpo (Milwaukee Bucks) (1/1) | Nikola Jokić (Denver Nuggets) (2/2)         | [ 48 ] |

### Rookies of the month
| Mese             | Eastern Conference                      | Western Conference                        | Note   |
| ---------------- | --------------------------------------- | ----------------------------------------- | ------ |
| Ottobre/Novembre | Evan Mobley (Cleveland Cavaliers) (1/1) | Josh Giddey (Oklahoma City Thunder) (1/4) | [ 49 ] |
| Dicembre         | Franz Wagner (Orlando Magic) (1/1)      | Josh Giddey (Oklahoma City Thunder) (2/4) | [ 50 ] |
| Gennaio          | Cade Cunningham (Detroit Pistons) (1/1) | Josh Giddey (Oklahoma City Thunder) (3/4) | [ 51 ] |
| Febbraio         | Scottie Barnes (Toronto Raptors) (1/2)  | Josh Giddey (Oklahoma City Thunder) (4/4) | [ 52 ] |
| Marzo/Aprile     | Scottie Barnes (Toronto Raptors) (2/2)  | Jalen Green (Houston Rockets)             | [ 53 ] |

### Coaches of the month
| Mese             | Eastern Conference                           | Western Conference                       | Note   |
| ---------------- | -------------------------------------------- | ---------------------------------------- | ------ |
| Ottobre/Novembre | Billy Donovan (Chicago Bulls) (1/1)          | Monty Williams (Phoenix Suns) (1/2)      | [ 54 ] |
| Dicembre         | Erik Spoelstra (Miami Heat) (1/1)            | Taylor Jenkins (Memphis Grizzlies) (1/1) | [ 55 ] |
| Gennaio          | J.B. Bickerstaff (Cleveland Cavaliers) (1/1) | Monty Williams (Phoenix Suns) (2/2)      | [ 56 ] |
| Febbraio         | Ime Udoka (Boston Celtics) (1/1)             | Quin Snyder (Utah Jazz) (1/1)            | [ 57 ] |
| Marzo/Aprile     | Ime Udoka (Boston Celtics) (2/2)             | Jason Kidd (Dallas Mavericks) (1/1)      | [ 58 ] |

## Arene
- L'arena dei Miami Heat, conosciuta come American Airlines Arena, è stata rinominata FTX Arena il 4 giugno 2021.[59][60]
- L'arena dei Phoenix Suns, conosciuta come Phoenix Suns Arena, è stata rinominata Footprint Center il 16 luglio 2021.[61]
- L'arena degli Oklahoma City Thunder, conosciuta come Chesapeake Energy Arena, è stata rinominata Paycom Center il 27 luglio 2021.[62]
- Dopo aver giocato la stagione 2020-2021 alla Amalie Arena, i Toronto Raptors hanno ricevuto l'autorizzazione dal governo canadese a ritornare a giocare alla Scotiabank Arena.[63]
- L'arena degli Indiana Pacers, conosciuta come Bankers Life FieldHouse, è stata rinominata Gainbridge FieldHouse il 27 settembre 2021.[64]
- L'arena di Los Angeles Lakers e Los Angeles Clippers, conosciuta come STAPLES center, è stata rinominata Crypto.com Arena nel dicembre 2021[65]

## Eventi notevoli
- Questa sarà la prima stagione dove la Wilson farà ritorno come principale fornitore dei palloni da gioco NBA, rimpiazzando la Spalding, fornitore dal 1983. La Wilson era già stata il fornitore principale della lega dal 1946 al 1983.[66][67]
- Il 6 agosto 2021 Duncan Robinson ha firmato un contratto da 90 milioni di dollari in 5 anni con i Miami Heat, rendendolo il giocatore non draftato più pagato di sempre.[68][69]
- Alla fine della Regular Season Nikola Jokić conclude la stagione con almeno 2000 punti segnati, 1000 rimbalzi e 500 assist rendendolo l'unico giocatore nella storia della NBA ad esserci riuscito.